# Salvador Abril
Salvador Abril y Blasco (Valencia, 22 de octubre de 1862-23 de agosto de 1924) fue un pintor y ceramista español. 

## Biografía
Nació en Valencia en 1862, hijo del carpintero José Abril Llopis y de Agustina Blasco Goris. Estudió en la Escuela de Bellas Artes de San Carlos de Valencia, donde fue discípulo del paisajista Gonzalo Salvá Simbor. Compartió estudios con Joaquín Sorolla, Mariano Barbasán y Pedro Ferrer Calatayud. Decantado hacia el paisajismo, se especializó en la pintura de marinas.
Participó en varias Exposiciones Nacionales de Bellas Artes y, en la de 1887, obtuvo una tercera medalla con el cuadro En alta mar; en 1890 obtuvo el mismo galardón con ¡Todo a babor! y, en 1892, una segunda medalla con El choque. También fue condecorado en las de 1901 y 1904. En las exposiciones de Bellas Artes de Valencia fue premiado en 1879, 1880 y 1910.
En 1894 casó con Amparo Maestre Sancho, con la que tendría un hijo, José Abril Maestre. Al año siguiente recibió la Cruz al Mérito Naval de 2ª clase con distintivo blanco, por su donación al Museo Naval de Madrid del cuadro Naufragio del crucero Reina Regente.
Hacia finales de los años 1890 su estilo evolucionó desde un cierto neorromanticismo que acusaba su obra temprana hacia un mayor naturalismo, en consonancia con la moda del momento. También empezó a mostrar un mayor interés por los efectos luminosos y la captación de fenómenos atmosféricos en sus obras, un sello distintivo del llamado luminismo valenciano que tuvo en Sorolla su máximo representante.
En 1900 su hijo murió en un trágico accidente a los cinco años, hecho que llevó a Abril a centrarse más que nunca en su producción artística.
Fue profesor de la Escuela de Bellas Artes y Oficios de Granada y director de la Escuela de Artes y Oficios Artísticos de Valencia. Fue también un gran especialista en cerámica, materia de la que escribió el libro Cerámica de la Alhambra.
En 1901 fue condecorado con la cruz de comendador de la Real Orden de Isabel la Católica. En 1904 fue nombrado académico de la Real Academia de Bellas Artes de San Carlos. Tiene calles dedicadas en Valencia, Antella, Chiva y Tabernes de Valldigna.
Tiene obras en museos e instituciones como el Museo del Prado de Madrid, el Museo Naval de Madrid, la Diputación Provincial de Burgos, el Museo de Bellas Artes de Badajoz, el Museo de la Ciudad de Valencia, la Diputación Provincial de Valencia y la Biblioteca Museo Víctor Balaguer de Villanueva y Geltrú.

## Galería

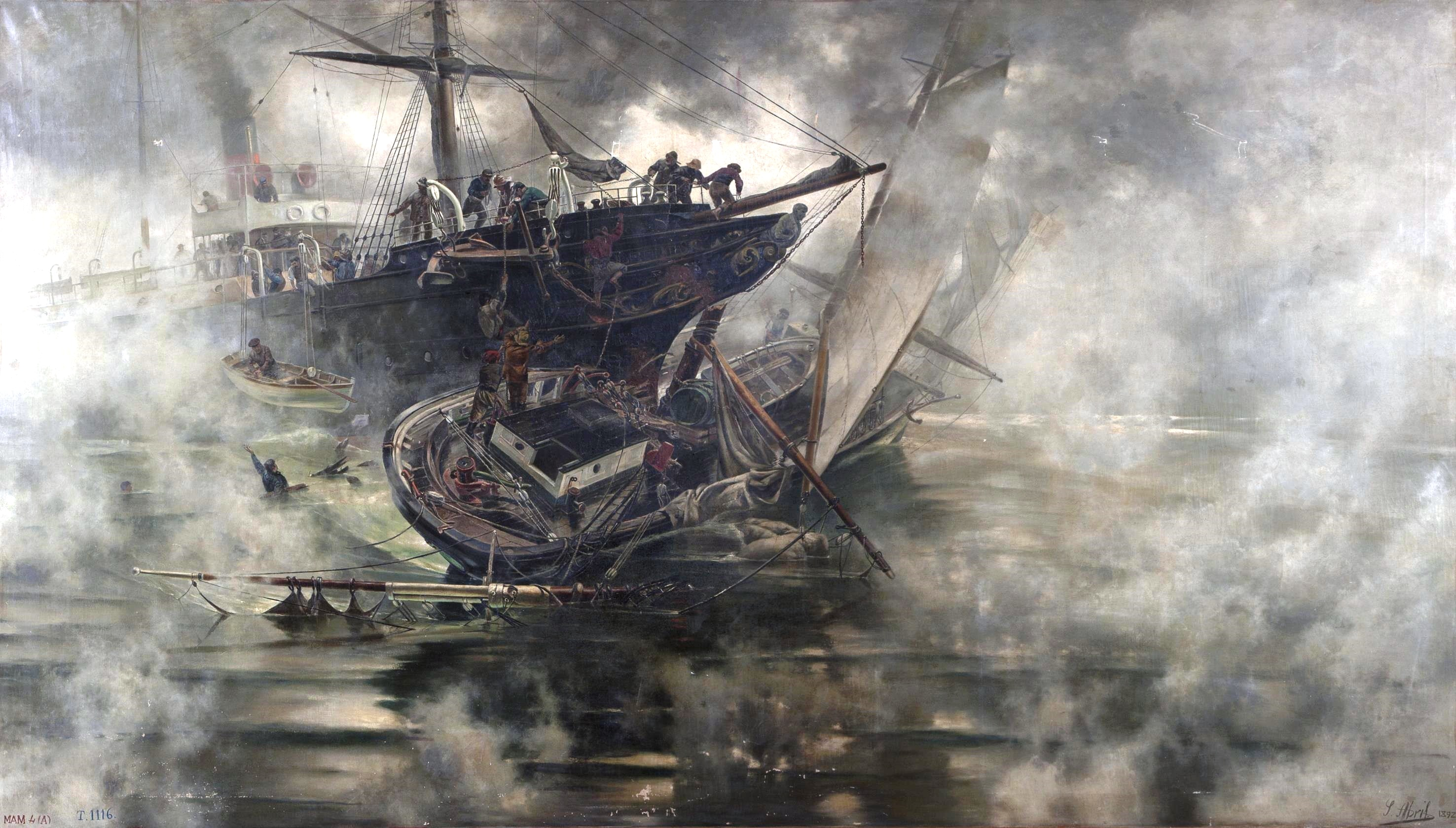
El choque (1892), Museo del Prado (depositado en la Diputación Provincial de Burgos).
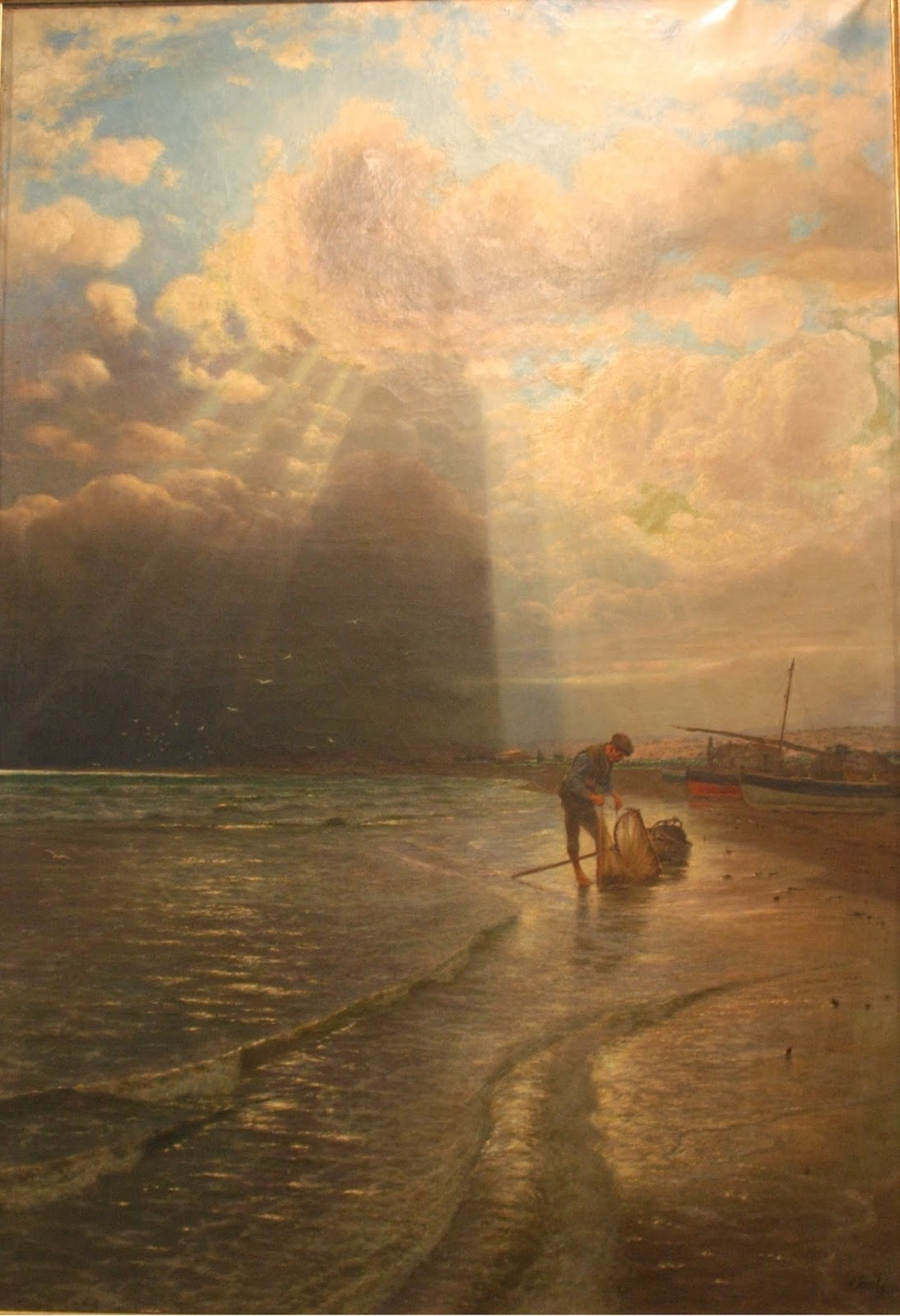
Turbonada (c. 1890-1910), Museo de la Ciudad de Valencia.
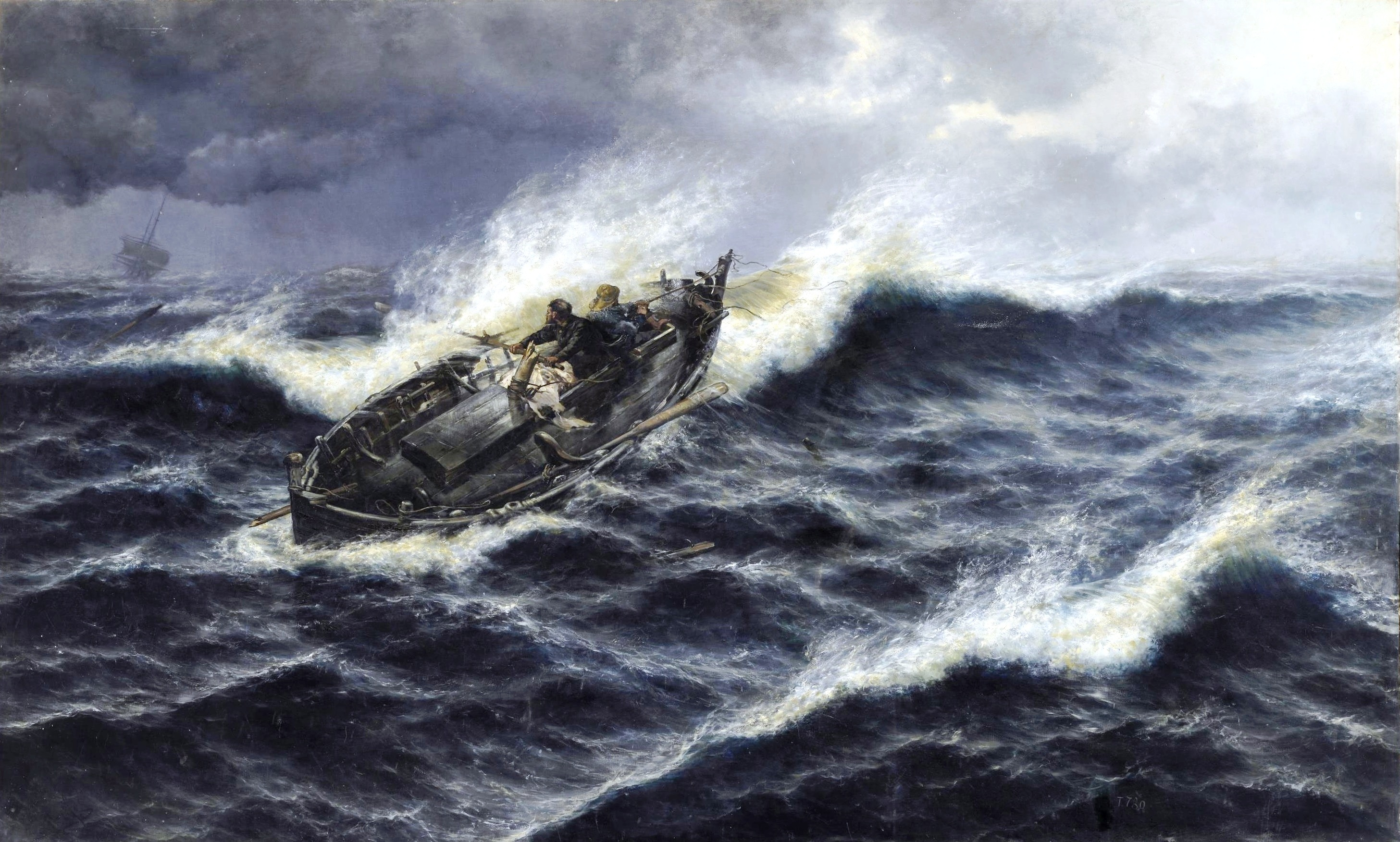
En alta mar o A la deriva (1887), Museo del Prado (depositado en el Museo de Bellas Artes de Valencia).